# 스타 이즈 본
《스타 이즈 본》(영어: A Star Is Born)은 2018년에 개봉된 미국의 뮤지컬 로맨스 영화이다. 브래들리 쿠퍼가 감독하고 제작했다. 이 영화는 쿠퍼의 감독 데뷔작으로, 에릭 로스, 윌 페터스와 함께 각본을 썼다. 1937년작 영화 《스타 탄생》의 리메이크 작품으로, 감독인 쿠퍼 본인과 레이디 가가, 앤드루 다이스 클레이, 데이브 셔펠, 샘 엘리엇이 출연한다. 노래에 놀라운 재능을 가진 무명가수가 자신이 공연을 하던 바에서 우연히 톱스타를 만나 격정의 사랑을 이루고 성장하는 이야기를 그리고 있으며, 1954년 뮤지컬 (주디 갈랜드와 제임스 메이슨 주연)과 그 다음의 1976년 록 뮤지컬(바브라 스트라이샌드와 크리스 크리스토퍼슨 주연)가 각색한 1937년 영화 (재닛 게이너와 프레드릭 마치 출연)의 세 번째 리메이크 작품이다. 이 영화는 당초 2011년 클린트 이스트우드가 직접 연출하고 비욘세가 스타로 출연하면서 세 번째 '스타 이즈 본' 리메이크로 계획되었고, 여러 해에 수년을 걸쳐 크리스찬 베일, 레오나르도 디카프리오, 윌 스미스, 톰 크루즈를 비롯한 여러 배우들이 물망에 올랐었다. 쿠퍼는 2016년 3월 '스타 이즈 본' 감독을 맡기로 계약했으며, 레이디 가가는 2016년 8월에 캐스팅에 합류했다. 본 촬영은 2017년 4월 코첼라 뮤직 페스티벌에서 시작되었다.
이 영화는 제75회 베네치아 국제 영화제에서 전세계 최초로 상영 되었으며, 워너 브라더스 배급으로 2018년 10월 5일 미국에서 개봉되었다. 이 영화는 전 세계적으로 4억 2천만 달러 이상의 흥행 수익을 올렸으며, 쿠퍼와 가가의 연기, 쿠퍼의 연출, 영화 촬영기법, 음악에 대해 이 영화는 비평가들의 찬사를 받았다. 전미 비평가 위원회와 미국 영화 연구소 2018년 TOP 10 영화 중 하나로 선정되었고, 제76회 골든 글로브상에서 영화 드라마 부문 최우수 작품상을 포함한 5개 부문의 후보 지명되었다. 이 영화는 또한 제91회 미국 아카데미상에서 최우수 작품상, 최우수 남우주연상 (쿠퍼), 최우수 여우주연상 (가가), 최우수 남우조연상 (엘리엇)과 음악상 ("Shallow")을 포함한 8개 부문 후보에 지명되었으며, 최우수 주제가상 수상작이다.

## 줄거리
작사·작곡부터 놀라운 가창력까지 재능을 갖췄지만 외모에는 자신이 없는 웨이트리스 앨리(레이디 가가)는 작은 바에서 공연하다가 톱스타 잭슨 메인(브래들리 쿠퍼)을 만나게 되고 잭슨은 앨리의 실력을 단번에 알아본다. 오랜 세월 고음의 앰프 소리에 노출돼 청력이 마비되고 이명현상까지 겪는 잭슨은 앨리를 통해 부서진 삶을 회복할 수 있다는 확신을 얻게 되고 이후 잭슨이 앨리를 자신의 콘서트 무대로 초대하면서 앨리는 최고의 스타가 된다. 데뷔 직후 앨리는 그래미상 3개 부문 후보에 오르고 신인상까지 거머쥐지만 철저한 스타 시스템 속에 자신의 이야기를 잃어가는 앨리를 보며 잭슨은 고통받게 되고 잭슨의 음주 만행으로 두 사람의 관계는 갈수록 악화되는데...

## 출연

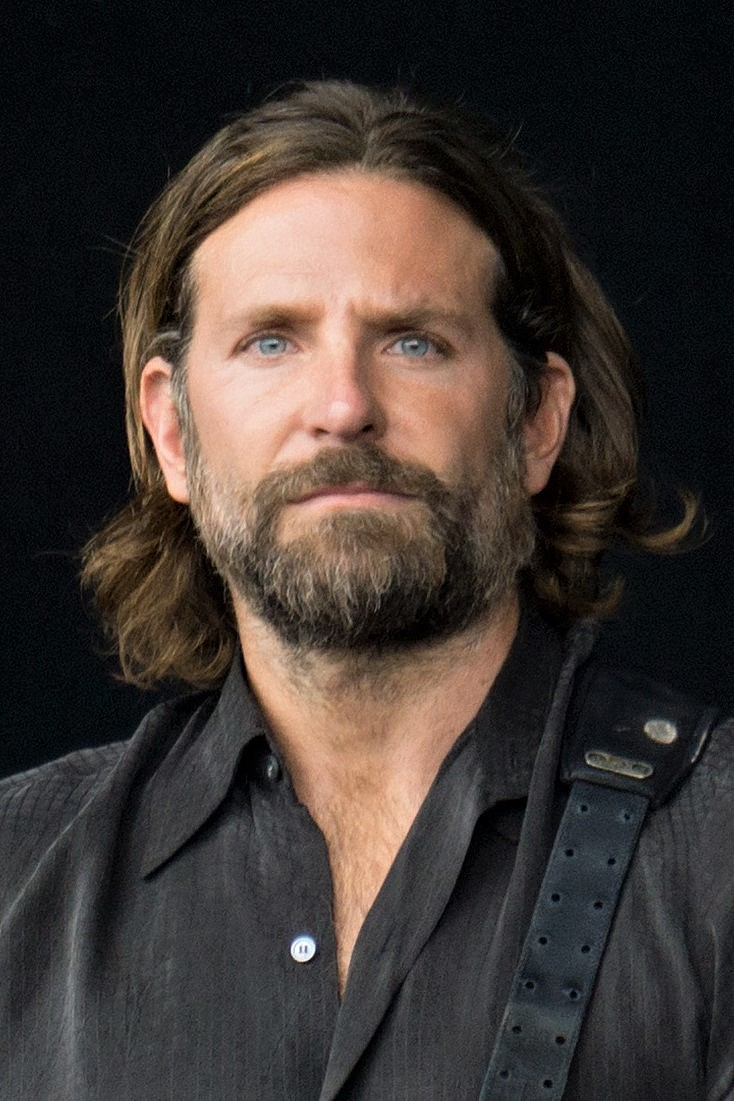
2017년 글래스톤베리 페스티벌에서 쿠퍼

- 브래들리 쿠퍼 - 잭슨 메인 역, 성공한 싱어송라이터이자 알콜 중독자. 앨리의 멘토
- 레이디 가가 - 앨리 역, 무명의 싱어송라이터
- 샘 엘리엇 - 바비 메인 역, 잭슨의 형이자 매니저
- 데이브 셔펠 - 누들스 역, 잭슨의 절친한 친구 역[12]
- 앤드루 다이스 클레이 - 로렌조 역, 앨리의 아버지
- 앤서니 라모스 - 레이먼 역, 앨리의 친구
- 마이클 하니 - 울프 역, 리무진 운전기사로 로렌조의 친구
- 라피 가브론 - 레즈 역, 음악 프로듀서 겸 앨리의 매니저
- 보니 서머빌 - 샐리 커밍스 역
- 레베카 필드 - 게일 역
- 샨젤라 라쿼파 웨들리 - 게이바 엠씨 역[13]
- 윌렘 벨리 - 드래그 퀸 에메랄드 역
- 그렉 그룬버그 - 필 역, 잭슨의 운전기사
- 론 리프킨 - 칼 역
- 루카스 넬슨 & 프로미스 오브 더 릴 - 잭슨의 밴드 역
- 말론 윌리엄스
- 브랜디 칼라일
- 할시
- 알렉 볼드윈[14]
- 돈 로이 킹

## 제작
2011년 1월, 클린트 이스트우드는 1937년 영화 《스타 탄생》의 세 번째 리메이크 작품에 감독을 맡아 비욘세를 주연으로 협상하고 있다고 발표했지만, 프로젝트는 비욘세의 임신으로 연기되었다. 2012년 4월 작가 윌 페터스는 콜린더(Collider)에서 커트 코베인에 의해 각본에 큰 영감을 받았다고 말했다. 레오나르도 디카프리오, 윌 스미스, 크리스찬 베일과의 협상은 결실을 맺지 못했지만 톰 크루즈와는 협의를 유지했다. 2012년 10월 9일, 비욘세가 이 프로젝트를 떠나고 조니 뎁 또한 이 영화를 거부했으며, 브래들리 쿠퍼와 이야기하기로 했다. 이스트우드는 여성 역할을 연기할 배우에 에스페란자 스팔딩에 대해 관심이 있었다. 2015년 3월 24일 쿠퍼가 영화 감독 데뷔를 위한 최종 협상을 진행했으며, 다시 협상을 시작한 비욘세의 합류 가능성이 열려 있다고 발표했다. 쿠퍼는 결국 레이디 가가와 함께 출연한다고 발표했다. 2016년 8월 16일 가가가 공식적으로 합류했으며 스튜디오는 2017년 초에 제작을 시작하기 위한 프로젝트를 착수했다. 2016년 11월 9일, 레이 리오타가 레이디 가가가 연기하는 역할에 대한 매니저 역할로 이 영화에 참여한 것으로 알려 졌는데, 나중에 그 역할이 샘 엘리엇에게 돌아갔다. 2017년 3월 17일 엘리엇이 캐스트에 추가 되었으며, 앤드루 다이스 클레이가 레이디 가가가 연기하는 역할의 아버지 로렌조 역할로 협상을 시작했다. 2017년 4월, 라피 가브론, 마이클 하니와 레베카 필드가 영화의 캐스트에 합류했다.
촬영은 2017년 4월 17일부터 시작되었다. 5월에는 데이브 셔펠이 영화의 캐스트에 합류했다. 2018년 4월에는 할시가 영화의 캐스트에 합류한다고 발표 되었다.
이후 데저트 트립 페스티벌에서 공연한 것을 보고 쿠퍼는 루카스 넬슨(컨트리 음악의 레전드 가수 윌리 넬슨의 아들)에게 접촉하여 영화 작업을 도와 달라고 요청했다. 넬슨은 여러 곡을 동의하고 쓴 곡을 제작자에게 보냈다. 이후 넬슨은 레이디 가가를 만났고 그녀와 함께 노래를 쓰기 시작했고, 이어서 자신의 제목이 붙은 2017년 앨범의 두 트랙에 백보컬로 참여했다.

### 마케팅
2018년 6월 6일 첫 트레일러가 공개되었다.

## 개봉
영화는 2018년 8월 31일 베네치아 국제 영화제에서 초연되었다. 또한 2018년 9월에 토론토 국제 영화제, 산세바스티안 국제 영화제 및 취리히 영화제에서 상영되었다. 이 영화는 2018년 10월 5일 미국에서 개봉되었으며, 워너 브라더스에서는 당초에는 2018년 5월 18일과 2018년 9월 28일에 개봉할 것이라고 발표되었지만 변경되었다.

## 음악
레이디 가가와 브래들리 쿠퍼가 참여한 사운드 트랙은 2018년 10월 5일 인터스코프 레코드에서 발매되었다. 인터스코프 레코드는이 앨범이 "다양한 음악 스타일의 19곡 + 15 곡의 토크 트랙을 특징으로 하며 영화를 보는 경험을 반영한 여행을 떠난다."라고 설명했다.

## 평가

### 박스 오피스
스타 이즈 본은 2018년 10월 21일, 미국과 캐나다에서 1억 3600만 달러의 흥행 수입을 올렸으며, 다른 지역에서는 7660만 달러를 벌어 총 3600만에서 4000만 달러의 제작비에 비해서 현재까지 총 4억 3418만 달러를 벌어들였다.
미국과 캐나다에서 스타 이즈 본은 화요일과 수요일의 야간 상영을 통해 135만 달러를 벌어들였고 목요일 밤 시사회에서 320만 달러를 포함해 첫날 1580만 달러를 벌어들였다. 주말 동안 4290만 달러로 첫선을 보였으며 같은 날 개봉한 《베놈》에 이어 박스오피스에서 2위를 차지했다. 영화는 2주와 3주 주말에 각각 2800만 달러와 1930만 달러를 벌어들여 2위를 유지했다.
북미 이외 지역의 영화는 31개국에 걸쳐 미국에 이어 공개되었고, 그 주말에 1,420만 달러를 벌어들였다. 가장 큰 시장인 영국 (530만 달러), 프랑스 (210만 달러)과 독일 (1900만 달러)였다.

### 중요한 평가
리뷰 제공 웹 사이트 로튼 토마토에서 '스타 이즈 본'은 80점을 기준으로 95%의 지지도를 보였고 평균 평점은 8/10 점을 기록하였다. 메타크리틱에선 100점 만점에 87점의 가중 평균 점수를 얻었으며 28명의 평론가로부터 '보편적인 찬사'를 받았다.
〈TheWrap〉의 알론소 듀럴드는 영화에서 "쿠퍼와 레이디 가가는 함께 다이나마이트인데, 이것은 중앙 관계와 즉각적인 화학에 의해 살아 있고 죽는 이야기다. 그 둘 사이에 꽃이 피어야 하며, 이 두 곡은 스페이드에 있다."고 말하면서 음악적 수치를 칭찬하여 "전율"이라고 묘사했다. 〈버라이어티〉의 오웬 글리버만은 쿠퍼의 연출, 각색 및 연기에 찬사를 보냈고, 이 영화를 "할리우드 최고의 영화"라고 말했다. 〈엔터테인먼트 위클리〉의 레아 그린블랫은 영화에 B +를 주었으며, 가가의 연기를 치켜 세우면서 "그녀는 실제 소녀의 취약성이 자신의 무대 인물의 반짝이는 고기 드레스 착오로부터 멀어진 느낌을 주는 가수로서의 그녀를 억누르고, 인간으로서의 연기에 대한 찬사를 받을 자격이 있다"고 말했다. 〈타임〉의 스테파니 자카렉은 이 영화를 이전의 리메이크 작품과 똑같이 뛰어나다고 평가했으며, 쿠퍼의 연출을 칭찬하면서 쿠퍼와 가가의 공연과 케미스트리에 대해 "당신은 이 사람들에 대해 뭔가를 느끼고 떠나게 된다. 금이 가는 자기 조각을 모으거나 사랑하는 사람들의 갈라진 틈을 고치려고 노력하는 개인이다." 그녀는 또한 가가의 연기를 "녹아웃"이라고 묘사했다.

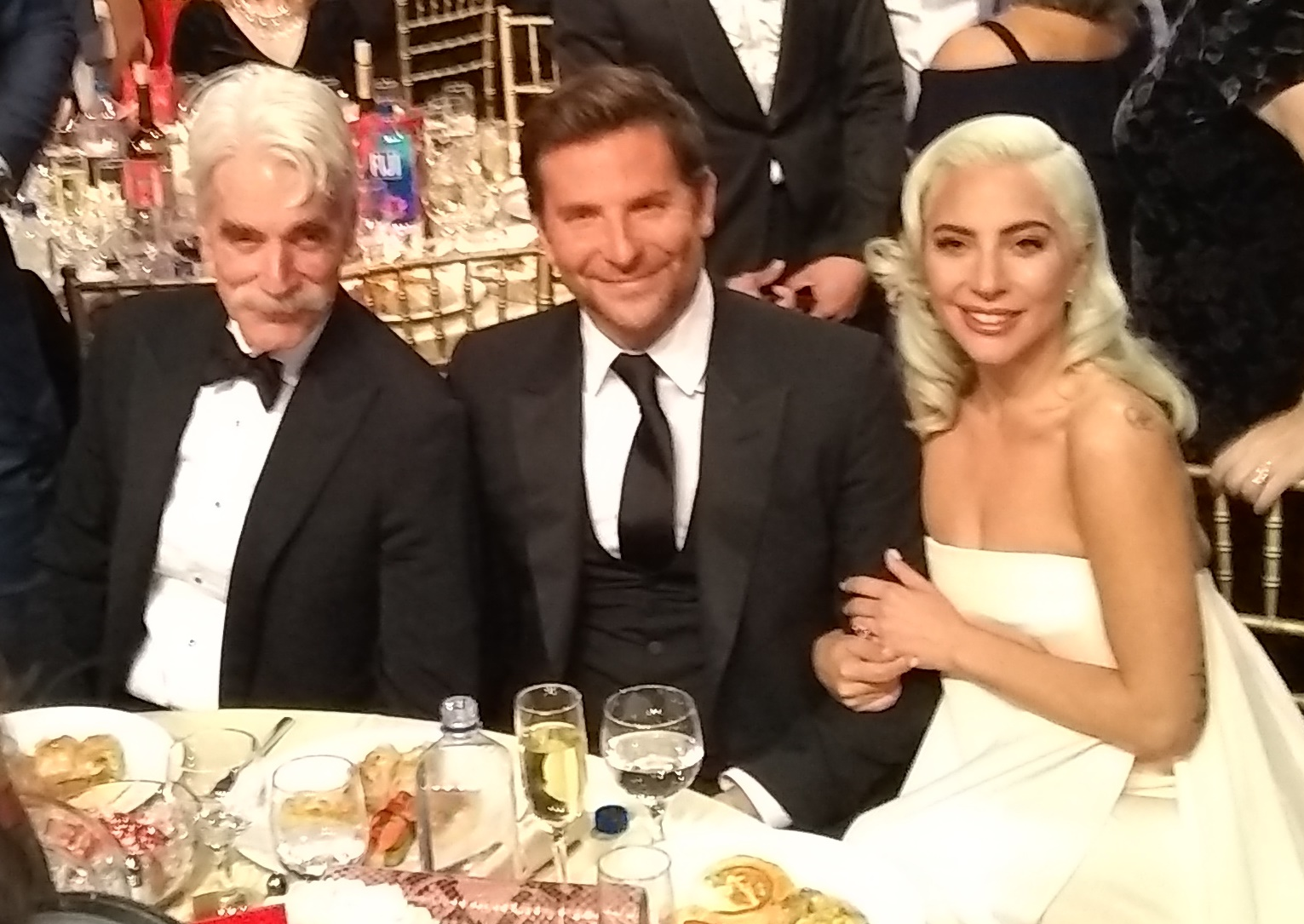
2019년 1월 19일, 크리틱스 초이스 영화상에서 샘 엘리엇, 브래들리 쿠퍼와 레이디 가가 (왼쪽부터)

〈로스 앤젤레스 타임즈〉의 리뷰에서 저스틴 창은 퍼포먼스, 쿠퍼의 연출, 각색, 영화 촬영법을 추천하면서, 이 영화를 "주목할 만한" 것으로 묘사했다. 〈롤링 스톤〉피터 트래버스는 5개의 별 중에서 4.5개의 영화를 주었으며 쿠퍼와 가가의 연기와 쿠퍼의 연출에 대해 "현대 고전"으로 간주했다. 그는 영화의 각본과 오리지널 곡에 대해서 "매끄럽고" "훌륭" 하다고 치켜세우며, 이 영화를 올해의 주요한 오스카 경쟁작이자 올해 최고의 영화 중 하나라고 말했다. 〈워싱턴 포스트〉의 앤 호나데이는 쿠퍼의 연출, 쿠퍼와 가가의 연기와 케미스트리, 그리고 특히 앤드루 다이스 클레이와 샘 엘리엇의 연기를 칭찬했다. 이외에도, 〈시카고 트리뷴〉의 마이클 필립스는 연기 및 각본을 칭찬하였다.

### 수상 및 후보
이 영화는 수 많은 여러 시상식에 수상했으며 후보로 지명되었다. 전미 비평가 위원회와 미국 영화 연구소 2018년 TOP 10 영화 중 하나로 선정되었고, 골든 글로브상에서 영화 드라마 부문 최우수 작품상을 포함한 5개 부문과, 영국 아카데미 영화상(BAFTA) 최우수 작품상을 포함한 7개 부문의 후보 지명되었다. 이 영화는 또한 미국 아카데미상에서 최우수 작품상을 포함한 8개 부문 후보에 지명되었다.

## 같이 보기
- 브래들리 쿠퍼의 작품 목록